# قاعة رئيسية

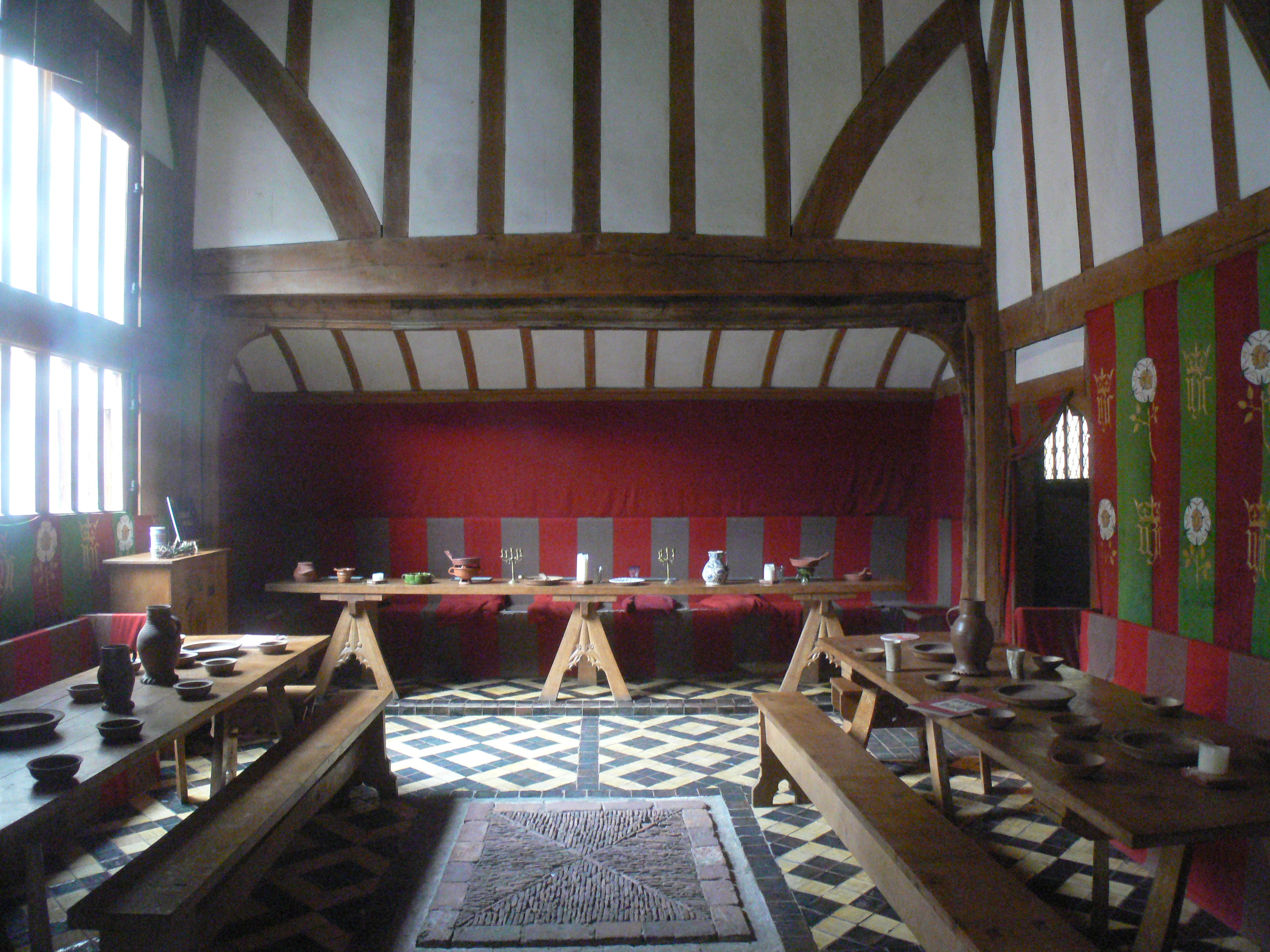
القاعة الرئيسية في صالة بارلي في يورك بعد أن أعيد تصميمها لتبدو كما كانت عام 1483 تقريبًا.

القاعة الرئيسية هي الغرفة الكبرى في القصر الملكي أو قلعة النبيل أو المنزل الإقطاعي في العصور الوسطى، وفي المنازل الريفية في القرنين السادس عشر والسابع عشر. سميت القاعة بالرئيسية فقط لأنها الأكبر في المنزل ولم تكن تعكس المعنى الحديث لها بالتميز.